# ارتش دو نفره: کارتل شیطان
آرمی آو تو: کارتل شیطان (به انگلیسی: Army of Two: The Devil's Cartel) یک بازی ویدئویی در سبک تیراندازی سوم شخص است که توسط استودیو مونترال شرکت ویسرال گیمز و الکترونیک آرتس ساخته شده‌است. این بازی برای نخستین بار در تاریخ ۲۶ مارس ۲۰۱۳، برای دو کنسول پلی‌استیشن ۳ و اکس‌باکس ۳۶۰ عرضه شد. این بازی سومین قسمت از مجموعه بازی‌های آرمی آو تو محسوب می‌گردد و با موتور فراست‌بایت طراحی و ساخته شده‌است.

## بازتاب‌ها
| گردآورنده  | امتیاز                     |
| ---------- | -------------------------- |
| گیم‌رنکینگز | (PS3) ۵۶٫۲۵٪ (X360) ۵۴٫۲۴٪ |
| متاکریتیک  | (PS3) ۵۸/۱۰۰ (X360) ۵۴/۱۰۰ |